# Dějiny poštovních známek a poštovnictví v Československu

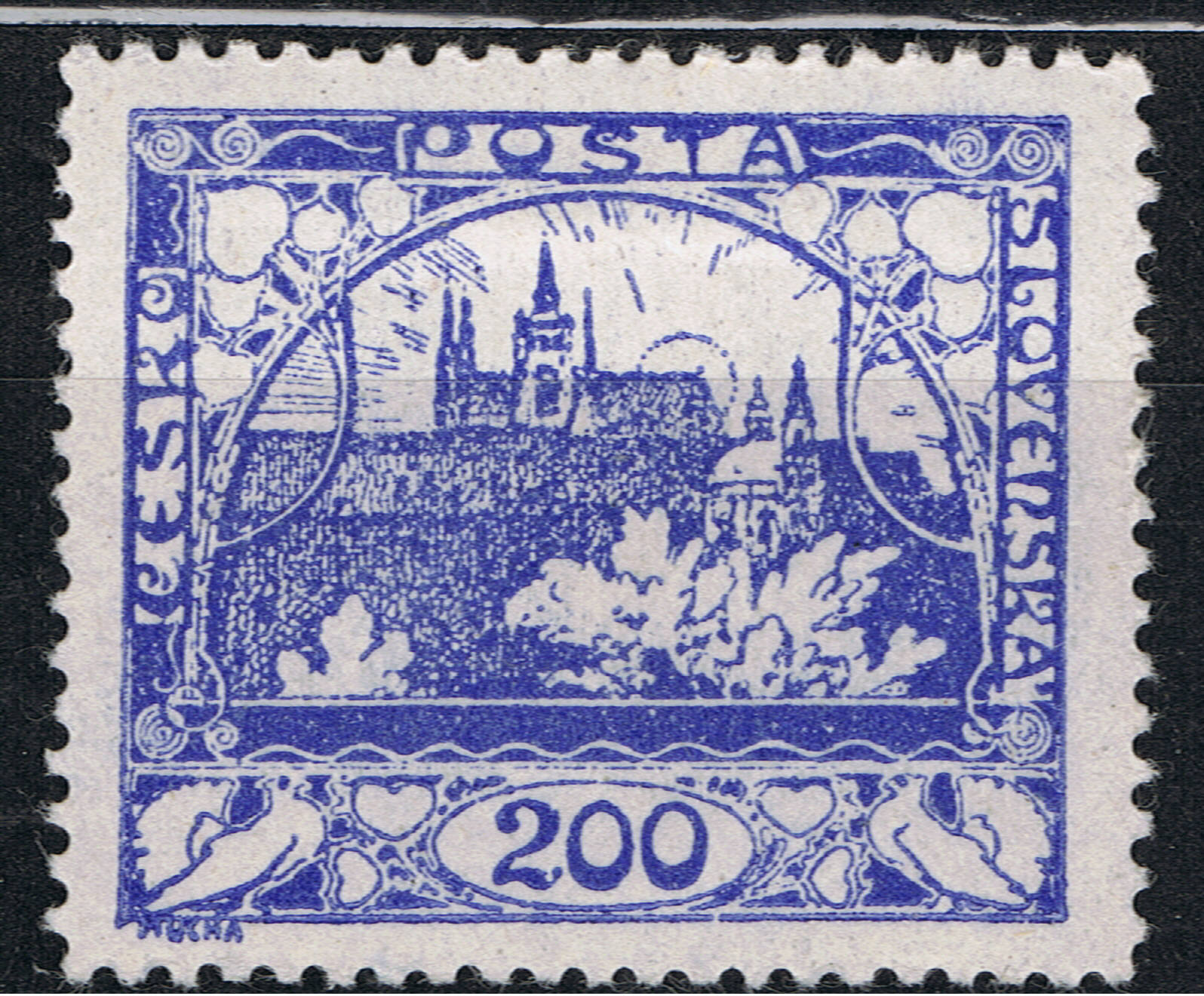
Známka z první série Hradčany, která se v Československu začala užívat po roce 1918.

Československo byl stát ve střední Evropě, který započal svoji existenci v říjnu 1918, kdy byla vyhlášena nezávislost na Rakousko-Uhersku, a který zanikl v roce 1992. Mezi léty 1939 a 1945 však stát kvůli násilnému rozdělení a částečnému začlenění do nacistického Německa de facto neexistoval. V tomto období však stále přetrvávala československá exilová vláda. 1. ledna 1993 došlo k poklidnému rozdělení na Českou a Slovenskou republiku.

## Poštovní známky

### Předchůdci československých známek
Před vznikem první Československé republiky byly užívány rakousko-uherské známky, které zůstaly v platnosti až do 15. března 1919. Rakouský poštovní zákon z roku 1837 pak platil až do roku 1947.

### První republika

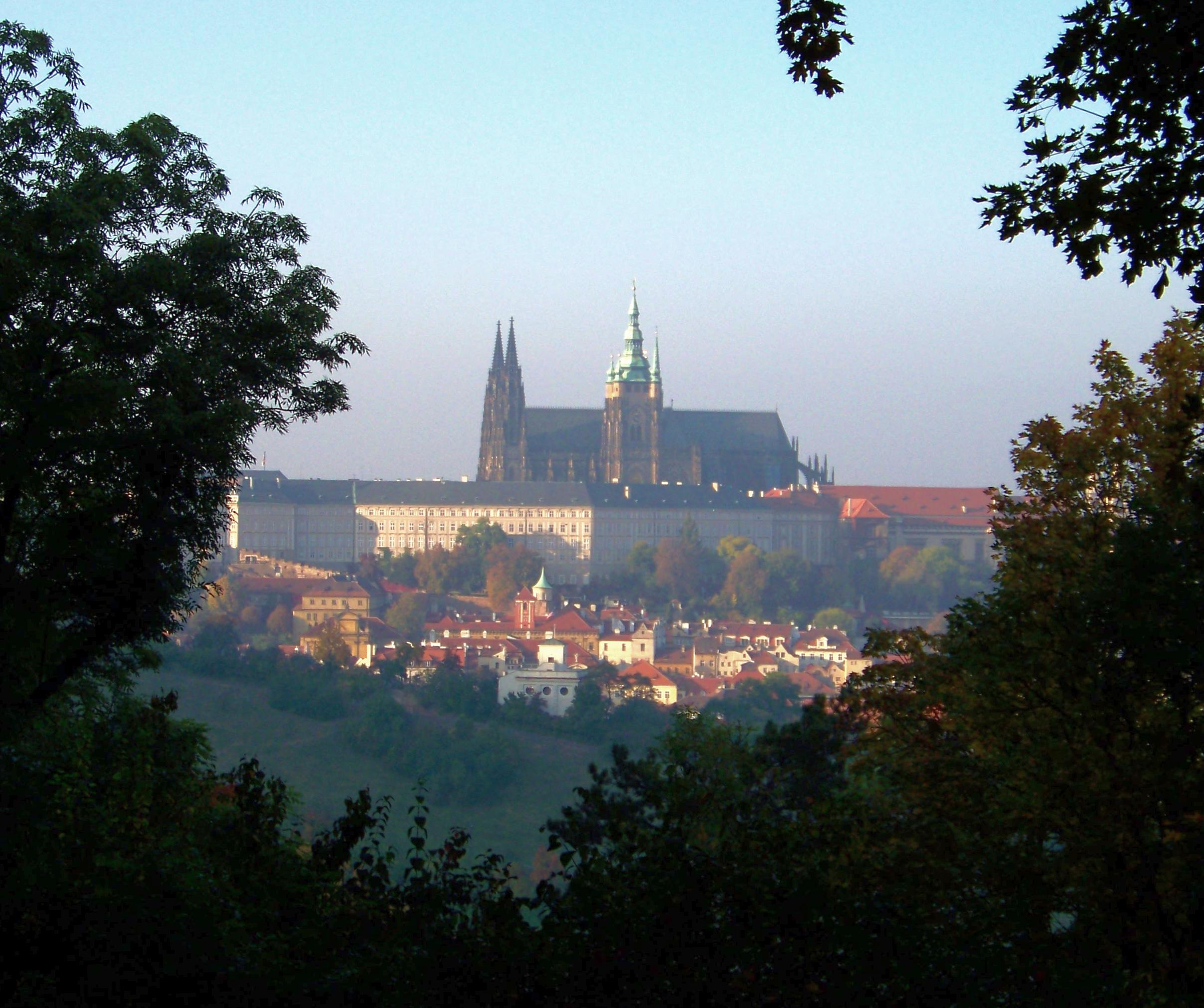
Hradčany byly námětem pro první emisi známek.

První známky byly vydány v roce 1918. Na emisi Hradčany je vyobrazen Pražský hrad, za kterým vychází slunce jako symbol zrodu nového státu, přestože ve skutečnosti za Hradem nevychází. Známky navržené secesním malířem Alfonsem Muchou byly vybrány z více než deseti návrhů. Mucha zvolil motiv hradu, protože: 
| „ | Každý národ má svůj symbol ztělesňující doby minulé i budoucí. Já od dětství viděl jsem a ctil ve vznešených formách chrámu sv. Víta na hradě pražském hmotné vtělení tohoto symbolu. Nemohl jsem proto zvolit jiného námětu pro můj návrh než Hradčany a okolní středověkou architekturu. | “ |

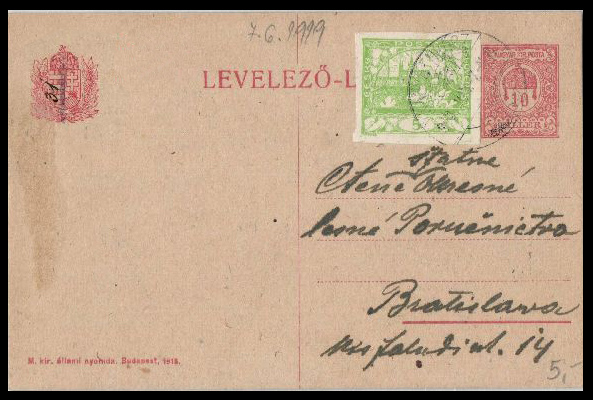
5haléřová známka Hradčany použitá v roce 1919 na maďarském korespondenčním lístku

Byla vydána série, která obsahovala 26 různých známek, které se dají rozčlenit na pět typů. V první sérii je nápis Pošta Česko-Slovenská uspořádán po stranách a na vrcholu, zatímco ve druhé sérii je nápis Česko-Slovenská v jedné řadě pod hlavním vyobrazením Hradu. Různé typy vykazují jemné rozdíly v návrhu, rovněž se vyskytuje několik chyb včetně vad a nedostatků způsobených vadnými nebo rozdílnými tiskovými deskami. V následných emisích již lze nalézt méně variací, neboť se výtvarníci, rytci i tiskárny postupně zlepšovali.

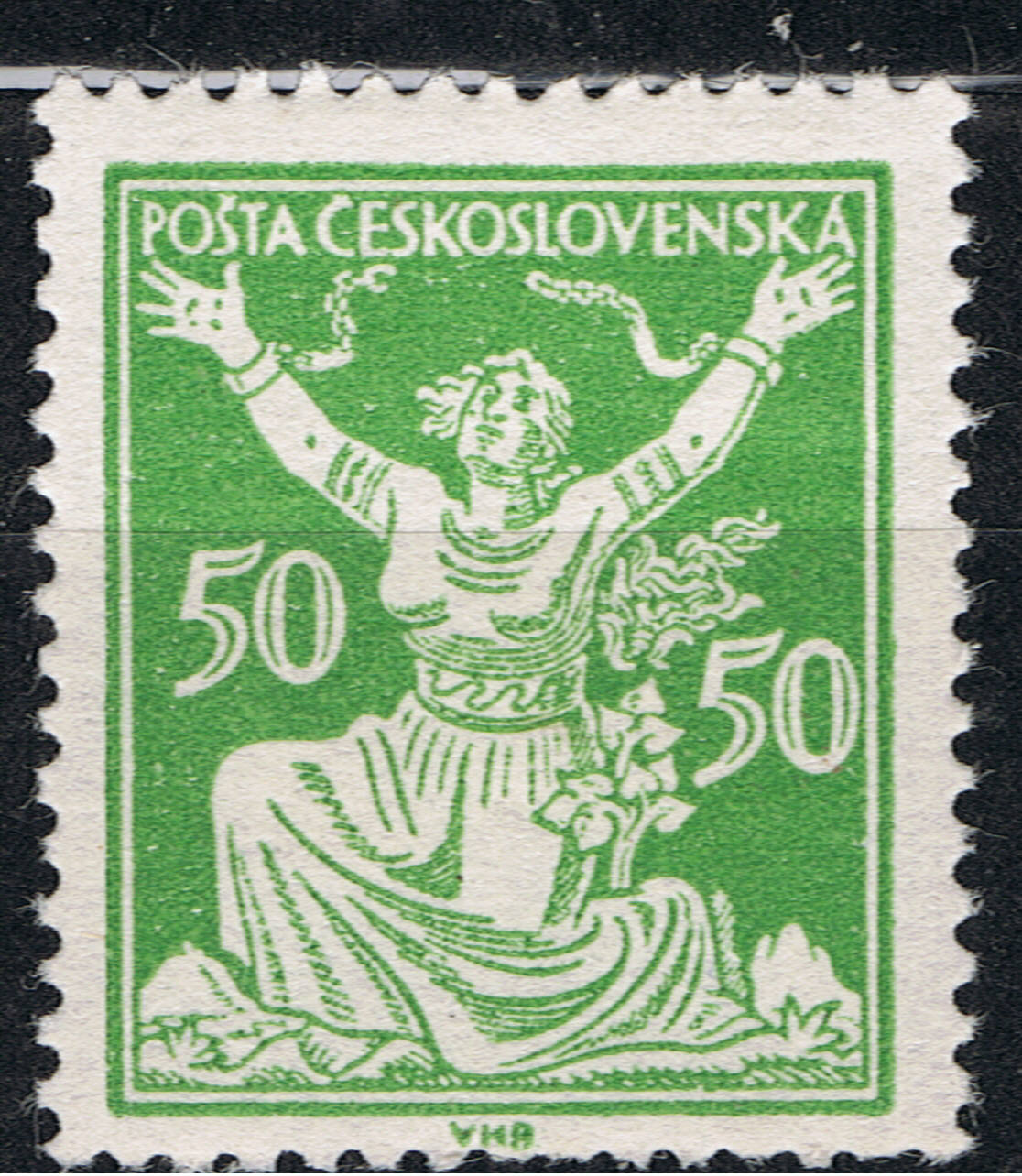
50haléřová známka Osvobozená republika, navrhl Vratislav Hugo Brunner, 1920

Na dalších známkách je vyobrazen první československý prezident Tomáš Garrigue Masaryk, v roce 1920 následovaly další tři známky s nominální hodnotou 125 h, 500 h a 1000 h navržené Maxem Švabinským. Ve stejném roce byly rovněž vydány dvě alegorické série: jedna s vyobrazením stylizovaného poštovního holuba se šesti nominálními hodnotami označovaná jako Holubice, a druhá označovaná jako Osvobozená republika s deseti nominálními hodnotami, na které je vyobrazena žena přetrhávající řetězy poroby. Obě tyto série existují také v protichůdných dvojicích díky návrhu soukromé společnosti tisknout známkové sešitky – tato společnost chtěla prostor mezi tiskem uprostřed dvojstrany použít k reklamě a nabídla se zaplatit i náklady na tisk. Avšak ačkoli byly známky vytištěny, k sestavení známkových sešitků nikdy nedošlo.
Zásadní podíl na kvalitě československých známek měla Státní tiskárna cenin, v níž pracovali rytci Karel Seizinger a Bohumil Heinz. Výuku ocelorytiny zajišťovala hlavně Česká grafická unie. První československou známkovou tvorbu proslavili výtvarníci jako Jakub Obrovský nebo Vratislav Hugo Brunner.

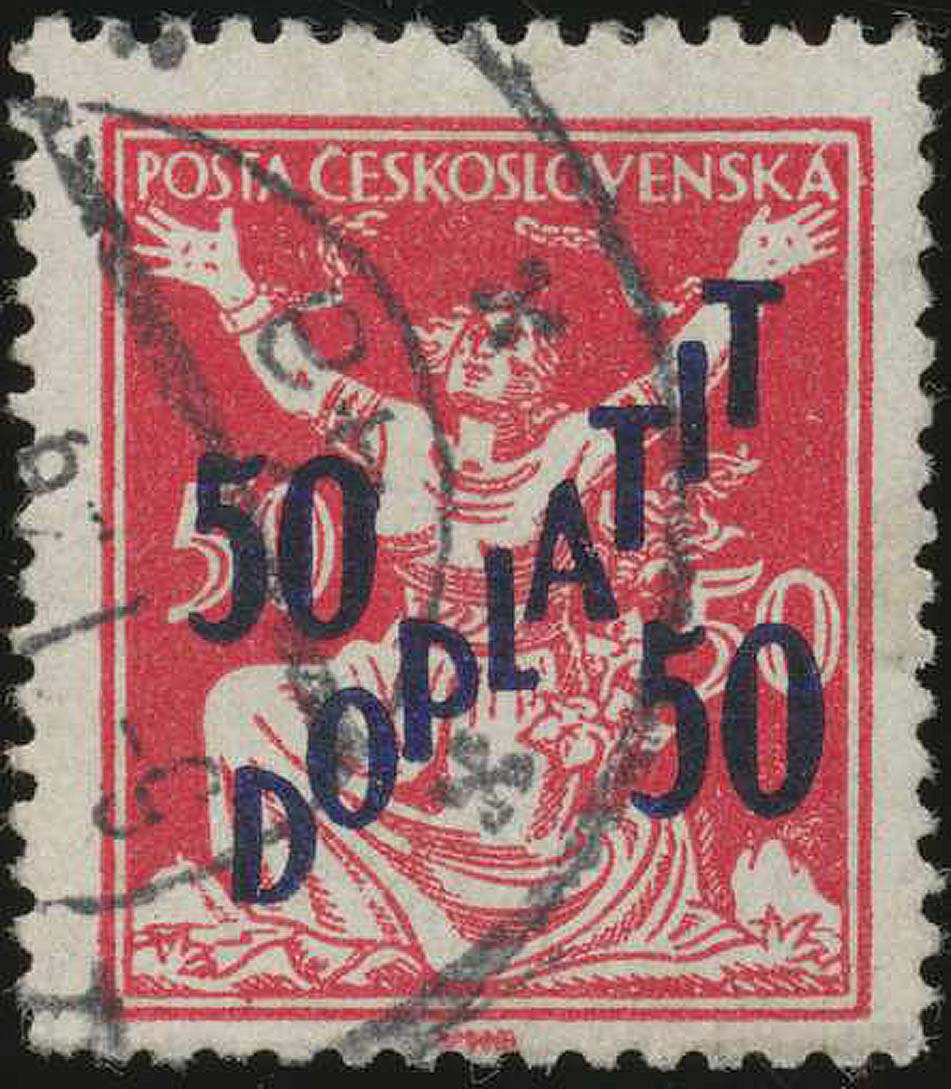
Chybotisk 50/50 h Doplatit

Poslední československé známky vyšly počátkem roku 1939, zvlášť pro Čechy a Moravu, Slovensko a Zakarpatskou Ukrajinu. Platnost posledních známek byla ukončena 15. prosince téhož roku.

### Vojenská pošta
V letech 1919 a 1920 vydávala československá armáda na Sibiři známky pro vojenské pošty a pro užití na sibiřské železnici.

### Východní Slezsko

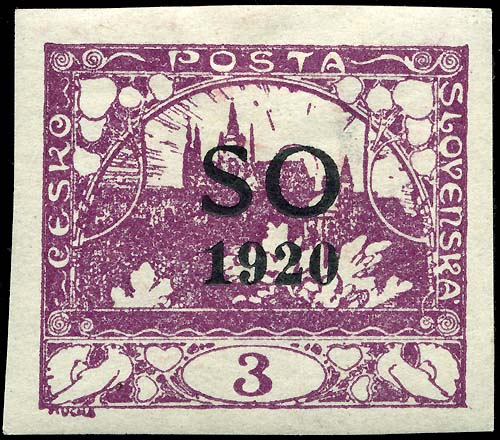
Přetištěná československá 3haléřová známka Hradčany používaná ve Východním Slezsku

V roce 1920 byly československé známky přetištěny S O 1920 (Silesia Orientale – Východní Slezsko) pro užití v Českém Slezsku, sporném území na pomezí Československa a Polska. Polské známky byly přetištěny S.O. 1920.

### Protektorát Čechy a Morava
Německý protektorát existoval na území Čech a Moravy mezi 16. březnem 1939 a 8. květnem 1945. V tomto období bylo vydáno více než 100 známek, včetně výplatních i pamětních známek, dobročinných příplatkových známek, novinových známek nebo známek úředních. Po květnu 1945 bylo vydávání československých známek znovu obnoveno.

### Československo 1945-1993
Toto období patřilo k nejvýznamnějím v dějinách poštovnictví, především díky množství emisí, pestrosti jejich námětů a kráse výzdoby československých známek, které se staly vyhledávaným sběratelským artiklem v celém světě. Mezi výtvarné návrhy se dostala díla předních výtvarníků, jakými byli již od první republiky Max Švabinský a po roce 1945 František Tichý, Antonín Strnadel, Karel Svolinský či Jaroslav Benda. V 60. až 80. letech jako návrháři známek vynikli Cyril Bouda, Josef Liesler, Zdeněk Sklenář, Kamil Lhoták, Albín Brunovský, grafici Jaroslav Šváb, Milan Hegar, Ivan Strnad či Oldřich Kulhánek, z žen vynikly Ludmila Jiřincová či Anna Podzemná-Suchardová. Na známkách vycházely reprodukce slavných děl domácího i světového malířství z galerií. Mezi nimi vynikla například Dürerova Růžencová slavnost, Tizianova Toaleta mladé ženy nebo Guernica od Pabla Picassa.

### Poslední známky
Poslední československá známka byla vydána 18. prosince 1992 v emisi Den československé známky.
Celkem bylo vydáno přes 3000 československých známek (různé katalogy uvádí například 3029 či 3134 známek, počet se liší podle toho, zda jsou do celkového počtu započítávány různé neoficiální tisky, letecké doplatní či novinové známky či zda jsou tyto známky uváděny v samostatných řadách).

### Rytci
Zárukou úspěchu čsl. známek byla rovněž kvalita rytiny. Tu prováděli vynikající čeští rytci, například Jaroslav Goldschmied, Bohumil Heinz, Josef Herčík, Bedřich Housa,  Ladislav Jirka, Jan Mráček, Miloš Ondráček. Bohdan Roule, Jindra Schmidt (Jindřich Schmidt) a Jiří Švengsbír. Od 60. let k atraktivitě přistoupil kvalitní vícebarevný soutisk. K dispozici je kompletní katalog československých známek.

## Poštovnictví
Dne 18. května 1920 se Československo stalo členem Světové poštovní unie a přistoupilo:
- k světové poštovní úmluvě,
- k ujednání o výměně balíků a psaní s udanou cenou,
- k ujednání o službě poukázkové,
- k ujednání o expedici novin a časopisů.[7]

Důležitým krokem vedoucím k zajištění bezhotovostního platebního styku bylo zřízení Poštovního úřadu šekového (1919).

### Přeprava poštovních zásilek

#### Železniční doprava
Přeprava poštovních zásilek byl v Československu zajišťována především po železnici. Po vzniku Československa musela poštovní správa řešit to, že rozhodující vlakové pošty podléhaly nádražním poštovním úřadům ve Vídni, případně v Linci či v Budapešti a že byly obsazeny tamními poštovními úředníky a zřízenci. V roce 1927 pak v Československu bylo celkem 114 přednostenských úřadů (domovských úřadů vlakových pošt) a přes 700 vlakových pošt. V Praze byly přednostenskými poštovními úřady:
- Praha 6 (Denisovo nádraží - Těšnov),
- Praha 7 (Masarykovo nádraží),
- Praha 15 (Wilsonovo nádrazí - Hl.nádr.).

Vlaková pošta Praha-Komárno a zpět domovského úřadu Praha 7 měla číslo 1. Vlakové pošty na Podkarpatské Rusi měly čísla čtyřciferná, např. vlaková pošta Berehovo-Kušnice domovského úřadu Berehovo měla číslo 1008.

#### Silniční doprava
Pošta byla u počátku autobusové dopravy. Dne 13. 5. 1908 byl zahájen provoz dvou poštovních autobusových linek s dopravou osob, s to z Pardubic do Lázní Bohdaneč a z Pardubic přes Sezemice do Holic; na linkách jezdily autobusy značky Laurin & Klement. Ve 20. letech 20. stol. měla poštovní autobusová doprava základnu v Citadele na Vyšehradě v Praze. V roce 1926 měla tato základna ve stavu 216 autobusů. V roce 1927 pošta zajišťovala dopravu na 150 autobusových linkách (na území celého Československa). Podle § 12 písm. b) Nařízení vlády č. 36/1951 Sb., kterým se prováděl zákon o úpravě podnikání v silniční dopravě, byla Československá státní pošta, n.p. oprávněna provádět pravidelnou nehromadnou osob a ručních zavazadel svými vozidly zároveň s přepravou poštovních zásilek.

#### Letecká doprava
V dubnu 1920 byl na letišti ve Kbelích zřízen poštovní úřad, který zajišťoval leteckou přepravu pošty sjednanými leteckými spoji. V druhé polovině 20. let 20. století byla, na základě uzavřených smluv., letecká přeprava pošty podstatně  rozšířena a poštovní letecké zásilky bylo možné v zasílat skoro do celého světa.
Pravděpodobně první úspěšný pokusný let s poštovními zásilkami v Československu se uskutečnil 13. července 1919. Podle tiskové zprávy byla první pravidelná přeprava letecké pošty v Československu zahájena mezi Užhorodem a Prahou v říjnu 1919. Létalo se dvakrát týdně oběma směry, s mezipřistáními v Bratislavě a Lučenci. V počátcích lety zajišťovalo vojenské letectvo a přepravována byla pouze státní pošta.  V předválečném Československu pak došlo k rozsáhlému využívání letadel k přepravě pošty a tento trend pokračoval i v poválečném Československu. Dne 4. června 1956 byla zřízena letadlová pošta Praha-Bratislava-Košice 2001, ve zpátečním směru pak měla číslo 2002. Dne 8. dubna 1957 byla zřízena letadlová pošta Praha-Přerov-Bratislava-Zvolen 2005, která byla od roku 1960 vedena po trase Praha-Brno-Ostrava-Zvolen a letadlová pošta Zvolen-Bratislava-Brno-Přerov-Praha 2006, která byla od roku 1960 vedena po trase Zvolen-Brno-Přerov-Praha. V roce 1960 byla zřízena letadlová pošta Praha-Ostrava 2011, ve zpátečním směru pak měla číslo 2012.